# Raggal
Raggal település Ausztria legnyugatibb tartományának, Vorarlbergnek a Bludenzi járásában található. Területe 41,69 km², lakosainak száma 839 fő, népsűrűsége pedig 20 fő/km² (2014. január 1-jén). A település 1015 méteres tengerszint feletti magasságban helyezkedik el.
A település részei:
- Litze (kb. 25 fő),
- Marul (kb. 160 fő),
- Plazera (kb. 20 fő) és
- Raggal (kb. 655 fő)

A település havasi tanyái (Almen):
- Alpe Laguz, az Oberalpe Hinter Enge-vel
- Alpe Faludriga (Kernzone Biosphärenpark)
- Untere és Obere Nova Alpe
- Alpe Fuchswald
- Alpe Stafelfeder
- Alpe Hintertöbel

## Fordítás
- Ez a szócikk részben vagy egészben  a   Raggal című angol Wikipédia-szócikk ezen változatának fordításán alapul.  Az eredeti cikk szerkesztőit annak laptörténete sorolja fel. Ez a jelzés csupán a megfogalmazás eredetét és a szerzői jogokat jelzi, nem szolgál a cikkben szereplő információk forrásmegjelöléseként.